# Alagie Nyabally
Alagie Nyabally (* 15. November 1991 in Sukuta) ist ein gambischer Fußballspieler, der als Torwart für den Gambia Ports Authority FC spielt.

## Karriere
Er hat für den Bakau United, Real de Banjul, Tusker FC und Gambia Ports Authority gespielt. Sein Länderspieldebüt gab er 2015 für Gambia.